# Будинок воскових фігур (фільм, 2005)
Будинок воскових фігур (англ. House of Wax) — американсько-австралійський фільм жахів 2005 року режисера Хауме Кольєт-Серри. Ремейк однойменного фільму 1953 року.

## Короткий Сюжет
Компанія молодих людей, вирушаючи на футбольний матч, випадково заблукала та з'їжджає з дороги. Несподівано в одній з машин рветься ремінь, без якого вона не зможе зрушити з місця. Саме тому всі вирішують вирушити до невеликого сусіднього містечка за допомогою. Після приходу в містечко, головні герої вирішують оглянути місцевий Будинок воскових фігур, де приходять в захват від неймовірної «натуральності і схожості» експонатів з людьми. Ніхто з друзів не здогадується, що невдовзі також стане експонатом музею.

## У ролях
| Актор            | Роль                           |
| ---------------- | ------------------------------ |
| Еліша Катберт    | Карлі Джонс                    |
| Чед Майкл Мюррей | Нік Джонс                      |
| Браян Ван Голт   | Бо Сінклейр / Вінсент Сінклейр |
| Періс Гілтон     | Пейдж Едвардс                  |
| Джаред Падалекі  | Вейд Фелтон                    |
| Джон Абрагамс    | Далтон Чапмен                  |
| Роберт Річард    | Блейк Джонсон                  |
| Деймон Герріман  | Лестер Сінклейр                |
| Енді Андерсон    | шериф                          |